# حسين آباد بركه بوز
حسين آباد بركه بوز (بالفارسية: حسین‌آباد برکه پوز) (بالإنجليزية: Hoseynabad-e Barkeh Puz)‏، قرية في ناحية صحراء باغ (بالفارسية: بخش صحراى باغ)، قسم صحراء باغ الريفي، مقاطعة لارستان، محافظة فارس، إيران. يبلغ عدد سكانها حسب إحصاء عام 2006 ميلادية 152 نسمة في 36 عائلة.